# إيمانويل دريك دل كاستيلو
إيمانويل دريك دل كاستيلو (1855-1904) (بالإنجليزية: Emmanuel Drake del Castillo)‏ هو عالم نبات فرنسي.